# Bidon (fiets)

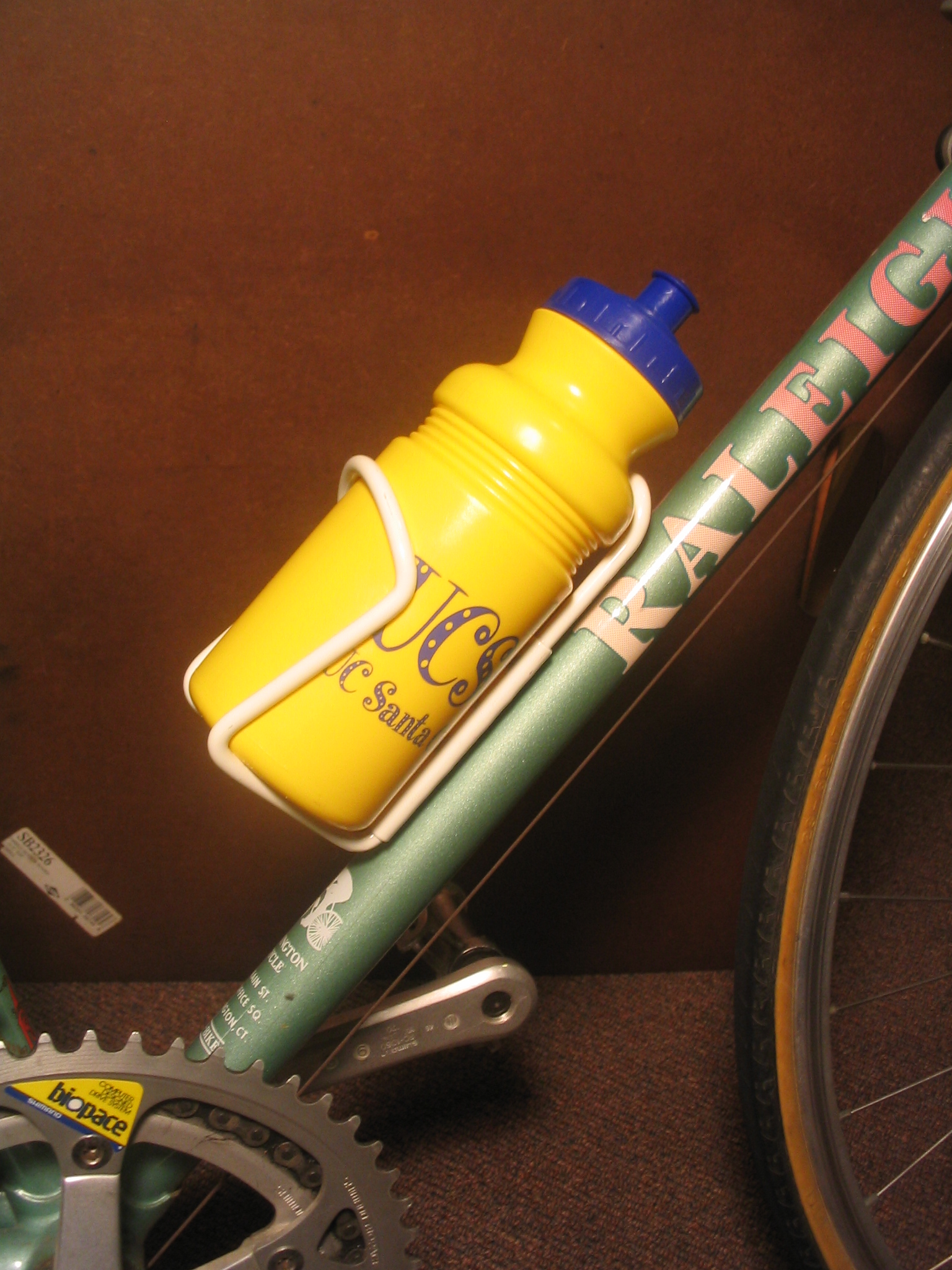
Bidon en bidonhouder

Bidon is het Franse woord voor een kan of fles. In het Nederlands wordt het woord alleen gebruikt voor een drinkbus die met een bidonhouder op een fiets kan worden bevestigd, zodat tijdens het fietsen iets (meestal water) gedronken kan worden. 

## Wielersport

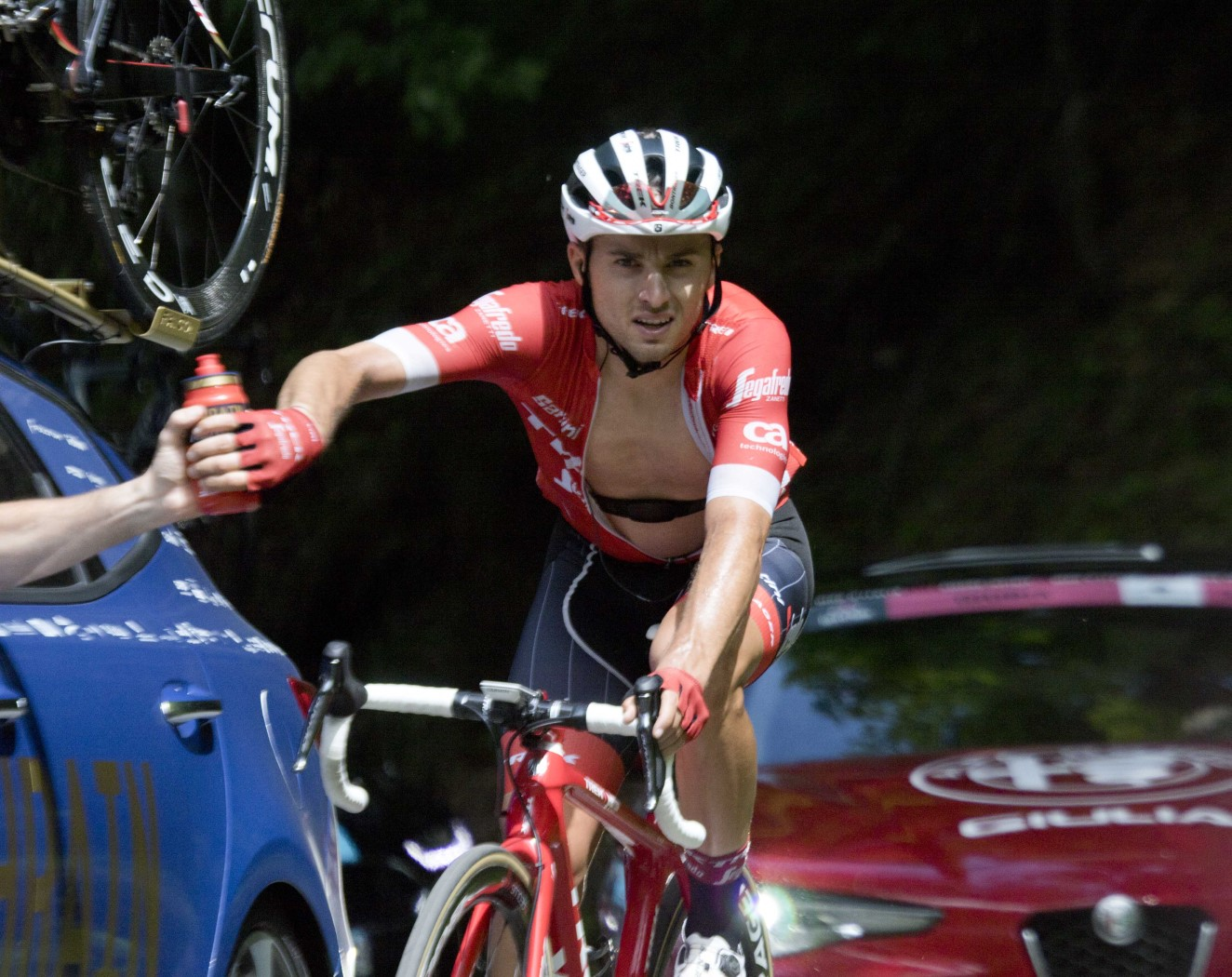
Gianluca Brambilla neemt een bidon aan

In de wielersport zijn er de zogenoemde waterdragers, die voor het hele team bij de ploegleider bidons gaan halen. Deze worden dan in alle zakken en zelfs in de koerstrui gestopt, om vervolgens aan de teamleden te worden uitgedeeld. Wanneer de aanname van de bidon langer duurt dan nodig wordt dit 'plakbidon' genoemd. 
Lege bidons worden tijdens de wedstrijd vaak in de kant van de weg gegooid, en ze worden graag verzameld door souvenirjagers, omdat er een opdruk van het wielerteam op staat.

## Geschiedenis
In de jaren 1980 had de standaardbidon een inhoud van 500 ml (een halve liter). Later kwamen er steeds grotere bidons, die doorgaans minstens 750 ml drank konden bevatten.